# Monument bij de N.H. Kerk (Marum)
Het monument bij de N.H. Kerk in de Groningse plaats Marum is een gedenkteken ter nagedachtenis aan slachtoffers van de Tweede Wereldoorlog.

## Achtergrond
Als vergelding tegen de april-meistakingen werden op 3 mei 1943 zestien inwoners van Marum opgepakt: Berend Assies, Geert Jan Diertens, Jan Doornbosch, Karst Doornbosch, Johannes Glas, Albert Hartholt, Andries Hartholt, Dirk Hartholt, Hendrik Hartholt, Eeuwe de Jong, Friedrich Ludwich van de Riet, Gerrit van der Vaart, Sibbele de Wal, Jelle van der Wier, Steven van der Wier en Uitze van der Wier. Zij werden op de Duitse radarstelling Trimunt bij Marum gefusilleerd. Zij werden begraven bij de kerk van Marum.
Beeldhouwer Willem Valk ontwierp een monument dat boven de graven van de slachtoffers werd geplaatst. Het werd in 1948 in aanwezigheid van onder anderen burgemeester jhr. mr. Jacob Willem Alberda van Ekenstein onthuld. De burgemeester hield een toespraak waarin de gevallenen werden herdacht en legde een krans namens de koningin.

## Beschrijving
Het monument bestaat uit een eenvoudig beeldhouwwerk van vier rechthoekige zuilen die worden verbonden door dwarsbalken. Op de dwarsbalken de tekst 

'ZALIG ZIJN ZIJ DIE VERVOLGD WORDEN OM DER GERECHTIGHEIDWIL, WANT HUNNER IS HET KONINKRIJK DER HEMELEN VOOR ’T VADERLAND GEVALLEN ALS SLACHTOFFERS VAN DE DUITSCHE TERREUR OP 3 MEI 1943

Op elke zuil is een zaadbol geplaatst, als symbool van het zaad dat moet sterven om nieuwe leven te kunnen laten ontstaan. Het werk staat aan de kop van een ronde bakstenen muur, waarin eenvoudige staande zerken zijn aangebracht met daarop de namen van de zestien slachtoffers. 